# Bonnieville
Bonnieville är en ort i Hart County, Kentucky, USA. År 2010 hade orten 255 invånare. Den har enligt United States Census Bureau en area på 1,4 km², allt är land.